# Cyclopina phoenicia
Cyclopina phoenicia is een eenoogkreeftjessoort uit de familie van de Cyclopinidae. De wetenschappelijke naam van de soort is voor het eerst geldig gepubliceerd in 1953 door Lindberg.